# ハーヴェイ・ホワイト
ハーヴェイ・デイビッド・ホワイト（Harvey David White, 2001年9月19日 - ）は、イングランド・ケント・メイドストーン出身のサッカー選手。EFLリーグ1・スティヴネイジFC所属。ポジションはミッドフィールダー。

## 経歴
トッテナム・ホットスパーFCのユースチーム出身。2020年11月26日に行われたUEFAヨーロッパリーググループステージ第4節、PFCルドゴレツ・ラズグラド戦で82分にデレ・アリと交代し出場、トッテナムでのトップチームデビューを果たした。
2021年1月10日のFAカップ3回戦、マリンFC戦では初めて先発フル出場を果たした。
2021年1月18日、EFLリーグ1のポーツマスFCへシーズン終了までの半年間ローンで移籍することが決まった。